# Hippomonavella flexuosa
Hippomonavella flexuosa is een mosdiertjessoort uit de familie van de Bitectiporidae. De wetenschappelijke naam van de soort is voor het eerst geldig gepubliceerd in 1873 door Hutton.